# Устрем
Устрем (болг. Устрем) — село в Болгарії. Знаходиться в Хасковській області, входить в общину Тополовград. Населення становить 1252 людини.

## Політична ситуація
У місцевому кметстві Устрем, до складу якого входить Устрем, посада кмета (старости) виконує Хрісто Дімітров Ілчев (Коаліція у складі 5 партій: Демократы за сильну Болгарію(ДСБ), Национальное рух «Сімеон Другий» (НДСВ), Земледельческий народний союз(ЗНС), Союз демократичних сил(СДС), Заєдно за община Тополовград" СДС) за наслідками виборів правління кметства.